# Ituaçu (ort)
Ituaçu är en ort i Brasilien.   Den ligger i kommunen Ituaçu och delstaten Bahia, i den östra delen av landet, 700 km öster om huvudstaden Brasília. Ituaçu ligger 527 meter över havet och antalet invånare är 4 891.
Terrängen runt Ituaçu är huvudsakligen kuperad. Ituaçu ligger nere i en dal. Runt Ituaçu är det glesbefolkat, med 14 invånare per kvadratkilometer.. Det finns inga andra samhällen i närheten.
Omgivningarna runt Ituaçu är huvudsakligen savann.